# Itata (1883)
Itata fue una bricbarca de hierro de tres mástiles construida por R & J Evans, Liverpool, en 1883. En 1906 sufrió graves daños debido a un incendio en su bodega en Newcastle, Nueva Gales del Sur (Australia). Su casco fue remolcado a Sídney y hundido en Saltpan Creek, Middle Harbour.
La ubicación es -33.8151031, 151.2246810

## Hundimiento
Mientras esperaba la carga de una bodega con carbón junto a un muelle, sufrió graves daños por un incendio en Newcastle, el 12 de enero de 1906, tras incendiarse otra bodega con un cargamento de nitrato. El incendio y las explosiones provocaron la deformación de su casco de hierro. Fue remolcado a Sídney para ser utilizado como casco, pero estaba demasiado dañado y fue hundido en Saltpan Creek, Middle Harbour.
En la actualidad, el Itata se utiliza a menudo como lugar de entrenamiento para cursos de buceo en pecios.